# عبدالجلیل هدا
عبدالجلیل هدا (عربی: عبدالجليل هدّا؛ زادهٔ ۲۳ مارس ۱۹۷۲) یک بازیکن فوتبال اهل مراکش است.
وی در تیم ملی فوتبال مراکش ۳۶ بازی انجام داده است و عضو این تیم در جام جهانی فوتبال ۱۹۹۸ بوده است.